# Diocesi di Bissau
La diocesi di Bissau (in latino Dioecesis Bissagensis) è una sede della Chiesa cattolica in Guinea Bissau immediatamente soggetta alla Santa Sede. Nel 2022 contava 180.965 battezzati su 1.154.610 abitanti. È retta dal vescovo José Lampra Cá.

## Territorio
La diocesi comprende le seguenti regioni della Guinea-Bissau: Cacheu, Oio, Biombo e Bissau.
Sede vescovile è la città di Bissau, dove si trova la cattedrale di Nostra Signora della Candelaria.
Il territorio si estende su 11.495 km² ed è suddiviso in 28 parrocchie.

## Storia
La missione sui iuris della Guinea portoghese fu eretta il 4 settembre 1940 con la bolla Sollemnibus Conventionibus di papa Pio XII, ricavandone il territorio dalla diocesi di Santiago di Capo Verde.
Inizialmente l'azione pastorale fu affidata ai francescani portoghesi, gli unici che avevano accettato di farsi carico della colonia, che mancava dei mezzi di sussistenza e assistenza sanitaria ed era piagata dalla malaria, ma era limitata all'assistenza dei portoghesi che vivono nella cittadine lungo la costa. Nonostante cinque secoli di dominazione portoghese, le popolazioni locali non erano state evangelizzate. Solo alcuni meticci e indigeni assimilati ai portoghesi, si erano fatti «cristón», pur rimanendo quasi del tutto pagani. Avevano formato una sorta di nuova tribù. L'islam invece riusciva ad avere conversioni fra le tribù legate ai culti tradizionali. Il 25 maggio 1947 giunsero a Bissau i primi missionari non portoghesi, i padri italiani del Pontificio istituto missioni estere. Avrebbero voluto rivolgere la loro azione alla popolazione locale, ma trovarono una certa ostilità da parte dei francescani portoghesi, da cui, in forza del vigente regime del Padroado, dipendevano tutte le decisioni. I missionari italiani ricevevano una retribuzione insufficiente per far crescere la missione ed erano costretti a predicare soltanto in portoghese, lingua che non era compresa dalla popolazione locale. All'inizio degli anni 1950 la missione fu divisa in due vicarie, una a Bissau affidata ai francescani e una a Bafatá affidata al Pime. Ai missionari italiani furono attribuite la missione di Suzana tra i felupe (1952) e quella di Bubaque tra i bijagós delle isole omonime (1954). Progressivamente i missionari italiani furono lasciati liberi di predicare nelle linguae locali, tuttavia perduravano i contrasti con i francescani portoghesi.
Il 29 aprile 1955 la missione sui iuris fu elevata a prefettura apostolica.
Il padre Antonio Grillo, apostolo dei balanta a Bambadinca, fu arrestato dalla polizia politica portoghese (la PIDE) il 23 febbraio 1963, e incarcerato prima a Bissau e poi a Lisbona. Fu liberato il 4 luglio come atto di omaggio del Portogallo al nuovo papa Paolo VI. La Guinea-Bissau viveva in un clima di guerriglia, in cui le missioni del Pime, nelle regioni più periferiche, erano in prima linea. Quella di Suzana fu occupata dai militari portoghesi; Catiò era nella zona più calda degli scontri e i missionari avevano bisogno di permessi della polizia per visitare i villaggi; Farim rimase isolata; si susseguivano azioni militari con villaggi bruciati, torture ed eccidi. In questo clima le attività dei missionari cercarono di ripartire dalle periferie delle cittadine principali.
Il 1º gennaio 1975 assunse il nome di prefettura apostolica della Guinea Bissau.
Il 21 marzo 1977 la prefettura apostolica è stata elevata a diocesi con la bolla Rerum catholicarum di papa Paolo VI.
Nel 1982 è stato fondato il liceo diocesano «Giovanni XXIII», nonostante il sistema scolastico fosse stato interamente statalizzato, considerato una scuola di eccellenza.
Nel gennaio del 1990 ha ricevuto la visita pastorale di papa Giovanni Paolo II.
Il 13 marzo 2001 ha ceduto una porzione del suo territorio a vantaggio dell'erezione della diocesi di Bafatá.

## Cronotassi dei vescovi
Si omettono i periodi di sede vacante non superiori ai 2 anni o non storicamente accertati.
- José Ribeiro de Magalhaes, O.F.M. † (20 giugno 1941 - dicembre 1953 dimesso)
- Martinho da Silva Carvalhosa, O.F.M. † (dicembre 1953 - 1963 deceduto)
- João Ferreira, O.F.M. † (25 gennaio 1963 - 1965 deceduto)
- Amândio Domingues Neto, O.F.M. † (4 aprile 1966 - 1977 dimesso)
- Settimio Arturo Ferrazzetta, O.F.M. † (21 marzo 1977 - 26 gennaio 1999 deceduto)
- José Câmnate na Bissign (15 ottobre 1999 - 11 luglio 2020 dimesso)
- José Lampra Cá, dal 10 dicembre 2021[2]

## Statistiche
La diocesi nel 2022 su una popolazione di 1.154.610 persone contava 180.965 battezzati, corrispondenti al 15,7% del totale.
| anno | popolazione | popolazione | popolazione | presbiteri | presbiteri | presbiteri | presbiteri                | diaconi | religiosi | religiosi | parrocchie |
| anno | battezzati  | totale      | %           | numero     | secolari   | regolari   | battezzati per presbitero | diaconi | uomini    | donne     | parrocchie |
| ---- | ----------- | ----------- | ----------- | ---------- | ---------- | ---------- | ------------------------- | ------- | --------- | --------- | ---------- |
| 1950 | 8.139       | 359.124     | 2,3         | 18         | 1          | 17         | 452                       |         | 7         | 12        | 6          |
| 1970 | 29.007      | 559.560     | 5,2         | 28         |            | 28         | 1.035                     |         | 38        | 23        | 15         |
| 1980 | 45.300      | 560.000     | 8,1         | 37         |            | 37         | 1.224                     |         | 48        | 22        | 13         |
| 1990 | 66.000      | 969.000     | 6,8         | 52         | 2          | 50         | 1.269                     | 1       | 67        | 79        | 27         |
| 1999 | 135.252     | 1.040.400   | 13,0        | 65         | 13         | 52         | 2.080                     |         | 66        | 123       | 29         |
| 2000 | 138.000     | 1.060.800   | 13,0        | 67         | 12         | 55         | 2.059                     |         | 68        | 129       | 29         |
| 2001 | 105.000     | 650.000     | 16,2        | 50         | 9          | 41         | 2.100                     |         | 51        | 53        | 13         |
| 2002 | 110.600     | 1.082.000   | 10,2        | 68         | 10         | 58         | 1.626                     |         | 73        | 110       | 20         |
| 2003 | 120.000     | 1.200.000   | 10,0        | 66         | 12         | 54         | 1.818                     |         | 70        | 102       | 25         |
| 2004 | 89.000      | 810.000     | 11,0        | 55         | 7          | 48         | 1.618                     |         | 69        | 101       | 24         |
| 2006 | 95.000      | 845.000     | 11,2        | 60         | 11         | 49         | 1.583                     |         | 68        | 99        | 24         |
| 2007 | 95.000      | 827.000     | 11,4        | 62         | 9          | 53         | 1.532                     | 1       | 76        | 98        | 23         |
| 2012 | 166.000     | 1.055.000   | 15,7        | 83         | 18         | 65         | 2.000                     | 1       | 85        | 119       | 26         |
| 2015 | 167.900     | 1.070.000   | 15,7        | 76         | 13         | 63         | 2.209                     |         | 83        | 114       | 26         |
| 2018 | 172.575     | 1.099.970   | 15,7        | 72         | 16         | 56         | 2.396                     |         | 81        | 98        | 27         |
| 2020 | 176.700     | 1.126.200   | 15,7        | 76         | 17         | 59         | 2.325                     |         | 76        | 143       | 23         |
| 2022 | 180.965     | 1.154.610   | 15,7        | 75         | 16         | 59         | 2.412                     |         | 80        | 143       | 28         |